# Полянський Дмитро Степанович
Дмитро Степанович Полянський (7 листопада 1917, місто Слов'яносербськ, Катеринославської губернії, тепер селище Луганської області, Україна — 8 жовтня 2001, Москва, Росія) — український радянський партійний і державний діяч. Член ЦК КПУ в 1954 — 1956 р. Член ЦК КПРС в 1956 — 1981 р. Член Бюро ЦК КПРС по РРФСР в 1958 — 1962 р. Кандидат в члени Президії ЦК КПРС в червні 1958 — травні 1960 р. Член Президії (Політбюро) ЦК КПРС в травні 1960 — лютому 1976 р. Депутат Верховної Ради СРСР в 1954 — 1979 р.

## Життєпис
Народився в місті Слов'яносербську Катеринославської губернії в селянській родині.
Трудову діяльність розпочав у 1932 робітником радгоспу «Ілліч» на Слов'яносербщині, очолював комсомольську організацію радгоспу.
З 1933 працював піонервожатим Слов'яносербської неповної середньої школи. З 1934 — слухач курсів «шеститисячників» з підготовки до вищого навчального закладу в Харкові. У 1935—1939 — студент Харківського сільськогосподарського інституту.
У 1939 вступив у ВКП(б).
У 1939-1940 — завідувач відділу селянської молоді Харківського обкому ЛКСМ України. У 1940 служив у лавах Червоної армії. У 1940—1942 — слухач Вищої партійної школи при ЦК ВКП(б).
У 1942 працював начальником політвідділу Хорошенської МТС Карасукського району Новосибірської області.
У 1942-1945 — 1-й секретар Карасукського районного комітету ВКП(б) Новосибірської області.
У 1945-1946 — відповідальний організатор Управління кадрів ЦК ВКП(б), у 1946-1948 — інспектор Управління кадрів ЦК ВКП(б), у 1948-1949 — інспектор ЦК ВКП(б).
У вересні 1949 — вересні 1952 — 2-й секретар Кримського обласного комітету ВКП(б).
У вересні 1952 — лютому 1954 — голова Кримського обласного виконавчого комітету.
У січні 1954 — грудні 1955 — 1-й секретар Кримського обласного комітету КПУ.
У листопаді 1955 — лютому 1957 — 1-й секретар Чкаловського обласного комітету КПРС.
У лютому 1957 — квітні 1958 — 1-й секретар Краснодарського крайового комітету КПРС.
31 березня 1958 — 23 листопада 1962 — голова Ради Міністрів РРФСР.
23 листопада 1962 — 2 жовтня 1965 — заступник голови Ради Міністрів СРСР.
2 жовтня 1965 — 2 лютого 1973 — 1-й заступник голови Ради Міністрів СРСР.
2 лютого 1973 — 16 березня 1976 — міністр сільського господарства СРСР.
У квітні 1976 — лютому 1982 — надзвичайний і повноважний посол СРСР в Японії.
У лютому 1982 — березні 1987 — надзвичайний і повноважний посол СРСР в Норвегії.
З 1987 — персональний пенсіонер.

## Нагороди
- чотири ордена Леніна
- орден Дружби народів